# 어 트라이브 콜드 퀘스트
어 트라이브 콜드 퀘스트(A Tribe Called Quest)는 미국의 힙합 트리오이다. 뉴욕 퀸스 출신이며 1985년에 결성됐다.